# Trofeo Matteotti
Trofeo Matteotti – kolarski wyścig jednodniowy, rozgrywany we Włoszech od 1945. Zaliczany jest do cyklu UCI Europe Tour, w którym posiada kategorię 1.1. Start i meta wyścigu znajduje się w mieście Pescara, w Abruzji. Organizowany jest ku pamięci Giacomo Matteottiego.
Rekordzistą pod względem zwycięstw jest Włoch, Francesco Moser, który trzykrotnie stawał na najwyższym stopniu podium.

## Lista zwycięzców
Opracowano na podstawie:
| Rok  | Pierwsze              | Drugie                 | Trzecie                  |
| ---- | --------------------- | ---------------------- | ------------------------ |
| 1945 | Mario Ricci           | Sergio Maggini         | Glauco Servadei          |
| 1946 | Gino Bartali          | Adolfo Leoni           | Aldo Ronconi             |
| 1947 | Virgilio Salimbeni    | Angelo Fumagalli       | Augusto Bontempi         |
| 1948 | Spartaco Rosati       | Armando Barducci       | José Beyaert             |
| 1949 | Giuseppe Minardi      | Livio Isotti           | Widmer Servadei          |
| 1950 | Dante Rivola          | Fausto Marini          | Giovanni Pinarello       |
| 1951 | Elio Brascola         | Rinaldo Moresco        | Remo Sabatini            |
| 1953 | Giuseppe Doni         | Danilo Barozzi         | Livio Isotti             |
| 1954 | Giuliano Michelon     | Luciano Ciancola       | Livio Isotti             |
| 1955 | Giuseppe Minardi      | Danilo Barozzi         | Bruno Monti              |
| 1956 | Bruno Tognaccini      | Roberto Falaschi       | Waldemaro Bartolozzi     |
| 1957 | Silvano Ciampi        | Pierino Baffi          | Dino Bruni               |
| 1958 | Ercole Baldini        | Aldo Moser             | Nello Fabbri             |
| 1959 | Adriano Zamboni       | Silvano Ciampi         | Noè Conti                |
| 1960 | Oreste Magni          | Italo Mazzacurati      | Fernandino Brandolini    |
| 1961 | Angelo Conterno       | Gastone Nencini        | Gilbert Desmet           |
| 1962 | Pierino Baffi         | Bruno Mealli           | Silvano Ciampi           |
| 1963 | Pierino Baffi         | Rino Benedetti         | Franco Cribiori          |
| 1964 | Guido De Rosso        | Giovanni Fabbri        | Giuseppe Sartore         |
| 1965 | Guido De Rosso        | Diego Ronchini         | Ambrogio Portalupi       |
| 1966 | Vito Taccone          | Felice Gimondi         | Adriano Durante          |
| 1967 | Dino Zandegù          | Luigi Sgarbozza        | Michele Dancelli         |
| 1968 | Ole Ritter            | Michele Dancelli       | Adriano Passuello        |
| 1969 | Marino Basso          | Luigi Sgarbozza        | Adriano Durante          |
| 1970 | Felice Gimondi        | Vittorio Urbani        | Tino Conti               |
| 1971 | Wilmo Francioni       | Giancarlo Polidori     | Georges Pintens          |
| 1972 | Davide Boifava        | Michele Dancelli       | Emanuele Bergamo         |
| 1973 | Roger De Vlaeminck    | Marino Basso           | Pierino Gavazzi          |
| 1974 | Franco Bitossi        | Francesco Moser        | Giovanni Battaglin       |
| 1975 | Francesco Moser       | Valerio Lualdi         | Tino Conti               |
| 1976 | Francesco Moser       | Pierino Gavazzi        | Enrico Paolini           |
| 1977 | Wilmo Francioni       | Carmelo Barone         | Phil Edwards             |
| 1978 | Francesco Moser       | Giovanni Battaglin     | Mario Beccia             |
| 1979 | Giovanni Battaglin    | Silvano Contini        | Serge Parsani            |
| 1980 | Silvano Contini       | Pierino Gavazzi        | Giovanni Battaglin       |
| 1981 | Alf Segersäll         | Sergio Santimaria      | Gianbattista Baronchelli |
| 1982 | Moreno Argentin       | Palmiro Masciarelli    | Ennio Salvador           |
| 1983 | Marino Amadori        | Claudio Torelli        | Moreno Argentin          |
| 1984 | Michael Wilson        | Daniele Ferrari        | Stefano Giuliani         |
| 1985 | Pierino Gavazzi       | Palmiro Masciarelli    | Claudio Corti            |
| 1986 | Jørgen Marcussen      | Pierino Gavazzi        | Gianbattista Baronchelli |
| 1987 | Massimo Ghirotto      | Tullio Cortinovis      | Francesco Cesarini       |
| 1988 | Ennio Salvador        | Jørgen Marcussen       | Rolf Sørensen            |
| 1989 | Roberto Pelliconi     | Marco Vitali           | Edward Salas             |
| 1990 | Mario Chiesa          | Franco Ballerini       | Stefano Giuliani         |
| 1991 | Daniel Steiger        | Pierino Gavazzi        | Stefano Giraldi          |
| 1992 | Beat Zberg            | Marco Lietti           | Leonardo Sierra          |
| 1993 | Alberto Elli          | Bruno Cenghialta       | Marco Giovannetti        |
| 1994 | Rolf Sørensen         | Gianluca Bortolami     | Davide Cassani           |
| 1995 | Gianni Bugno          | Paolo Lanfranchi       | Andrea Tafi              |
| 1996 | Andrea Ferrigato      | Alberto Elli           | Massimo Podenzana        |
| 1997 | Frank Vandenbroucke   | Daniele Nardello       | Carlo Finco              |
| 1998 | Francesco Casagrande  | Stefano Cattai         | Paolo Savoldelli         |
| 1999 | Francesco Casagrande  | Ivan Basso             | Fabio Sacchi             |
| 2000 | Jauhen Seniuszkin     | Massimo Donati         | Luca Mazzanti            |
| 2001 | Gianni Faresin        | Luca Mazzanti          | Daniele De Paoli         |
| 2002 | Salvatore Commesso    | Fabio Sacchi           | Matteo Tosatto           |
| 2003 | Filippo Pozzato       | Alessandro Spezialetti | Claudio Bartoli          |
| 2004 | Danilo Di Luca        | Paolo Bossoni          | Oscar Camenzind          |
| 2005 | Ruggero Marzoli       | Paolo Bailetti         | Fortunato Baliani        |
| 2006 | Rusłan Pidhorny       | Pasquale Muto          | Raffaele Ferrara         |
| 2007 | Filippo Pozzato       | Alessandro Bertolini   | Luca Mazzanti            |
| 2008 | Paolo Bettini         | Francesco Reda         | Pasquale Muto            |
| 2010 | Riccardo Chiarini     | Leonardo Bertagnolli   | Miguel Ángel Rubiano     |
| 2011 | Oscar Gatto           | Davide Rebellin        | Miguel Ángel Rubiano     |
| 2012 | Pierpaolo De Negri    | Marko Kump             | Fabio Taborre            |
| 2013 | Sébastien Reichenbach | Johann Tschopp         | Enrico Battaglin         |
| 2015 | Jewgienij Szałunow    | Andrea Pasqualon       | Davide Viganò            |
| 2016 | Vincenzo Albanese     | Manuel Belletti        | Davide Viganò            |
| 2017 | Siergiej Szyłow       | Manuel Belletti        | Marco Canola             |
| 2018 | Davide Ballerini      | Giovanni Visconti      | Marco Tizza              |
| 2019 | Matteo Trentin        | Andrey Amador          | Daniel Savini            |
| 2020 | Valerio Conti         | Diego Rubio            | Daniel Savini            |
| 2021 | Matteo Trentin        | Jhonatan Restrepo      | Valentin Ferron          |
| 2023 | Sjoerd Bax            | Simone Velasco         | Lorenzo Rota             |
| 2024 | Orluis Aular          | Alessandro Covi        | Aleksiej Łucenko         |
| 2025 |                       |                        |                          |